# Biltong
Biltong este un tip de carne uscată la aer și maturată, originar din Africa de Sud, de unde s-a răspândit în alte țări din Africa Sudică, precum Zimbabwe, Malawi, Namibia, Botswana, Lesotho, Eswatini și Zambia. Se prepară din diverse tipuri de carne, de la carne de vită la vânat precum struț sau kudu. Bucățile de carne pot fi tăiate fie în fâșii lungi, urmând fibra musculară, fie în felii mai plate, tăiate transversal.
Deși este asemănător cu Jerky⁠(d), ambele fiind cărnuri condimentate și uscate, există diferențe esențiale între ele. Biltong este uscat natural, la aer, fără a fi expus la temperaturi ridicate, ceea ce îi conferă o textură mai fragedă și un gust mai intens. În schimb, jerky este deshidratat la temperaturi de cel puțin 71°C, ceea ce îl face mai tare și mai elastic. Spre deosebire de pastramă, care este gătită și uneori afumată, biltong este doar maturat și uscat, fără tratament termic.
Biltong ocupă un loc important în cultura sud-africană, fiind mai mult decât o simplă gustare—este un element esențial al moștenirii culinare a regiunii. Tradiția preparării lui datează din epoca coloniștilor neerlandezi (afrikaneri), care foloseau sare, oțet și condimente precum coriandrul pentru a conserva carnea în timpul călătoriilor lungi. Astăzi, biltong este apreciat atât de localnici, cât și la nivel internațional, fiind o alegere populară pentru excursioniști, sportivi și pasionații de alimentație sănătoasă.
Denumirea „biltong” provine din limba afrikaans, unde bil înseamnă „fesa”, iar tong înseamnă „fâșie” sau „limbă”.

## Origini
Conservarea cărnii ca metodă de supraviețuire datează din cele mai vechi timpuri.
Carnea poate fi conservată prin sărare, maturare în saramură sau oțet, precum și prin utilizarea salpetrului (azotat de potasiu). Acesta distruge Clostridium botulinum⁠(d), bacteria responsabilă de botulism, în timp ce aciditatea oțetului împiedică dezvoltarea sa. Potrivit Organizației Mondiale a Sănătății, C. botulinum nu poate crește în medii acide (pH sub 4,6), ceea ce împiedică formarea toxinei în alimentele acide.
Proprietățile antimicrobiene ale anumitor condimente sunt cunoscute și utilizate încă din antichitate. Printre condimentele introduse în rețeta de biltong de către neerlandezi se numără piperul, coriandrul și cuișoarele.
Potrivit tradiției locale, biltong a fost preparat pentru prima dată în secolul al XVII-lea de pionierii neerlandezi (afrikaneri), care obișnuiau să așeze fâșii mari de carne crudă sub șaua cailor. Transpirația sărată a acestora ajuta la conservarea cărnii, în timp ce mișcările constante din timpul călăriei o frăgezeau. Această metodă rudimentară ar fi permis stocarea cărnii pentru perioade îndelungate, fiind ideală pentru călătoriile lungi prin interiorul continentului african. Alte teorii sugerează că primii coloniști neerlandezi ar fi adoptat metodele indigene de conservare a cărnii. Totuși, acest lucru este puțin probabil, deoarece utilizarea cailor în regiune a început odată cu colonizarea Africii de Sud.
În ianuarie 2017, un grup de cercetători de la Universitatea Beira Interior din Portugalia a publicat un studiu despre proprietățile antimicrobiene ale uleiului de coriandru (coriandrul fiind unul dintre condimentele esențiale în rețeta tradițională de biltong). Studiul a analizat eficacitatea acestuia împotriva a 12 tulpini bacteriene și a constatat că 10 dintre ele au fost eliminate cu o concentrație relativ scăzută de ulei de coriandru (1,6%). Cele două tulpini care nu au fost distruse complet, Bacillus cereus și Enterococcus faecalis, au prezentat totuși o reducere semnificativă a creșterii bacteriilor.
Necesitatea conservării cărnii în Africa Sudică era crucială. Frigiderele și lăzile frigorifice nu existau, iar creșterea efectivelor de animale domestice dura mult timp. Totuși, datorită abundenței de vânat, metodele tradiționale erau utilizate pentru conservarea cărnii unor animale mari africane, precum elanul.
Biltongul poate fi comparat cu preparate tradiționale precum pastrama sau ghiudenul, care folosesc metode similare de conservare bazate pe sare și condimente, dar diferă prin procesul de maturare și tipul de carne utilizat. Spre deosebire de pastramă, care este adesea afumată și necesită preparare termică înainte de consum, biltongul este uscat lent la aer, ceea ce îi conferă o textură și un gust distincte. De asemenea, spre deosebire de ghiuden, care este preparat din carne tocată și are o consistență mai grasă, biltongul este realizat exclusiv din bucăți întregi de carne slabă.
Carnea era marinată în oțet și condimente (printre care, pe lângă coriandru, piper și cuișoare, se foloseau și boia sau ienibahar, în funcție de regiune), apoi lăsată la uscat timp de aproximativ două săptămâni în timpul iernii, când temperaturile mai scăzute împiedicau dezvoltarea bacteriilor și a mucegaiurilor. După uscarea corespunzătoare, biltongul era ambalat în săculeți de pânză, care permiteau circulația aerului și preveneau apariția mucegaiului.
Astăzi, biltongul nu mai este doar o metodă de conservare a cărnii, ci și o gustare populară la nivel global. Datorită conținutului ridicat de proteine și lipsei aditivilor artificiali, este preferat de sportivi și adepții dietelor low-carb. În prezent, poate fi găsit în supermarketuri din întreaga lume, iar multe persoane îl prepară artizanal acasă, experimentând cu diferite tipuri de carne și condimente. Această versatilitate a contribuit la creșterea popularității sale, transformându-l dintr-un aliment de necesitate într-un produs gourmet apreciat la nivel internațional.
În zilele noastre, biltongul nu mai este produs doar prin metoda tradițională de uscare la aer. La scară industrială, se folosesc uscătoare controlate termic, care permit o maturare mai rapidă și uniformă a cărnii, menținând totodată caracteristicile de gust și textură ale produsului original. În plus, varietățile moderne includ arome inovatoare, precum ardei iute, usturoi sau chiar combinații dulci-picante, adaptate preferințelor internaționale.

## Ingrediente
Ingredientele tradiționale ale biltongului sunt:
- Carne
- Piper negru
- Coriandru
- Sare grunjoasă
- Oțet de vin (care conferă aromă, dar și inhibă dezvoltarea bacteriilor)

În variantele moderne, se folosesc uneori și alte ingrediente pentru a diversifica aroma, precum oțet balsamic sau oțet de malț, zahăr brun, fulgi de ardei iute, nucșoară, boia dulce sau iute, suc de lămâie, usturoi, bicarbonat de sodiu (pentru a frăgezi carnea și a reduce aciditatea oțetului, prevenind o textură prea tare), sos Worcestershire, pudră de ceapă și salpetru (azotat de potasiu), utilizat ca agent de conservare.

## Carnea
Înainte de apariția refrigerării, metodele tradiționale de conservare prin sărare și uscare erau esențiale pentru păstrarea cărnii în Africa de Sud. Astăzi, biltongul este preparat cel mai frecvent din carne de vită, datorită disponibilității sale ridicate și costului mai redus comparativ cu vânatul.
Pentru variantele de cea mai bună calitate, se folosesc piese fragede, precum mușchiulețul, vrăbioara sau bucăți selecte din pulpa anterioară și posterioară, cum ar fi capacul (topside) și pulpa albă (silverside):
- Capacul (topside) este o parte fragedă, slabă, situată în partea superioară a pulpei, fiind ideală pentru fripturi și preparate uscate.
- Pulpa albă (silverside) este o parte mai fermă, cu un conținut scăzut de grăsimi, potrivită pentru carne maturată sau afumată.

Alte părți ale cărnii pot fi utilizate, însă nu oferă aceeași textură și savoare.
Biltongul poate fi preparat și din alte tipuri de carne, precum:
- Pui, cunoscut sub denumirea de biltong de pui.
- Pește, varianta tradițională fiind Bokkoms⁠(d), un preparat sud-african obținut din pește sărat și uscat. De obicei, se folosește pește mic, precum hamsia sau chefalul, însă există și versiuni cu pește mai mare, inclusiv rechin (care are o aromă intensă datorită procesului de uscare și sărare).[13][14] Bokkoms este asemănător cu codul uscat (stockfish) din Scandinavia, dar nu trebuie confundat cu alte tipuri de pește conservat, precum peștele Brama brama⁠(d) sau snoek-ul⁠(d) uscat.
- Vânat, cum ar fi antilopa kudu, springbok și gnu.
- Carne de struț, apreciată pentru textura sa asemănătoare vânatului și culoarea sa roșu intens. Are un gust apropiat de cel al cărnii de vită, dar este mai slabă în grăsimi, fiind o alegere sănătoasă.
- Carne de cerb, utilizată frecvent în Europa, având caracteristici similare vânatului.[15]

## Preparare
Tradițional, biltongul era preparat doar în timpul iernii, când temperaturile scăzute reduceau riscul dezvoltării bacteriilor și mucegaiului. Unele rețete prevăd marinarea cărnii într-o soluție de oțet (de vin, balsamic sau de mere, fiecare contribuind cu arome specifice și având un rol important în frăgezirea fibrelor) timp de câteva ore. Oțetul de vin este folosit în mod tradițional. După marinare, oțetul este scurs, iar carnea este frecată bine cu sare și mirodenii, permițând pătrunderea aromelor.
Salpetrul (azotatul de potasiu) este un ingredient opțional, utilizat ca agent de conservare suplimentar, dar necesar doar pentru biltongul umed (wet biltong), care nu urmează să fie congelat. După această etapă, carnea este lăsată la maturat câteva ore (sau peste noapte la frigider), ceea ce intensifică aroma și asigură o distribuire uniformă a condimentelor. Se scurge orice lichid în exces înainte de a fi pusă la uscat.
Unele rețete tradiționale, transmise din generație în generație, recomandă marinarea biltongului pentru o perioadă mai lungă, între 12 și 24 de ore, într-un amestec de oțet, sare și condimente. Mixul tradițional de condimente include cantități egale de sare grunjoasă, coriandru întreg (prăjit ușor pentru a-i intensifica aroma), piper negru măcinat grosier și zahăr brun.
După condimentare, bucățile de carne sunt atârnate într-un spațiu bine ventilat, uscat și întunecat, pentru a preveni apariția mucegaiului. În climatul umed, poate fi folosit un ventilator sau un uscător de carne (biltong box) pentru a accelera procesul.
Timpul de uscare variază în funcție de grosimea bucăților de carne și de umiditatea din aer, dar, în general, durează între 4 și 10 zile. Biltongul poate fi uscat complet, devenind ferm și sfărâmicios, sau păstrat ușor umed, având o textură elastică, preferată de unii consumatori.
Potrivit Organizației Mondiale a Sănătății, oțetul acționează ca un inhibitor principal al bacteriei Clostridium botulinum⁠(d), în timp ce sarea, coriandrul, piperul și cuișoarele au proprietăți antimicrobiene, contribuind la conservarea cărnii și la dezvoltarea profilului aromatic al biltongului.

## Uscare
Biltongul este întotdeauna uscat natural, prin expunere la aer, fără utilizarea căldurii artificiale. Dacă în proces se aplică temperaturi ridicate, produsul rezultat este cunoscut sub numele de „jerky”, având caracteristici diferite.
În mod tradițional, biltongul era preparat în timpul iernilor reci din highveld-ul⁠(d) sud-african (o regiune de câmpie înaltă din sudul Africii, cunoscută pentru iernile reci și uscate), deoarece aerul rece și uscat favoriza deshidratarea lentă și uniformă a cărnii, reducând riscul dezvoltării mucegaiului sau bacteriilor. Această metodă de uscare treptată permitea obținerea unei texturi fragede, unei arome mai complexe și unei culori mai închise. Spre deosebire de jerky, care este tăiat în felii subțiri și uscat rapid, biltongul se prepară din bucăți mai groase de carne, ceea ce influențează atât timpul de uscare, cât și consistența finală. Bucățile mai mari tind să rămână mai suculente și fragede în interior, în timp ce cele mai subțiri capătă o textură mai densă și fermă.
În ultimele decenii, unele metode moderne au introdus utilizarea căldurii artificiale pentru a accelera procesul de uscare, în principal din considerente comerciale. Totuși, producătorii tradiționali de biltong consideră că uscarea autentică trebuie realizată exclusiv prin aeraj natural, deoarece temperaturile ridicate pot modifica structura fibrelor cărnii, afectând textura, savoarea și calitatea finală a produsului. Astfel, biltongul autentic se bazează pe un proces de uscare lent și natural, care păstrează integritatea și gustul original al cărnii.

## Comparație cu jerky

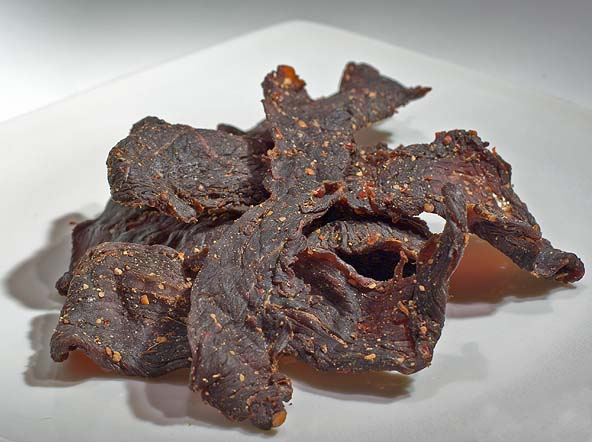
Jerky din carne de vită

Deși atât biltongul, cât și jerky-ul sunt tipuri de carne uscată și condimentată, ele diferă prin mai multe aspecte esențiale:
- Metoda de uscare – Biltongul este uscat natural, prin expunere la aer timp de mai multe zile, în timp ce jerky-ul este deshidratat prin expunere la căldură, la temperaturi de cel puțin 71 °C.
- Durata procesului – Deoarece jerky-ul este uscat la temperaturi ridicate, procesul este mult mai rapid, uneori durând doar câteva ore. În schimb, biltongul necesită mai multe zile pentru a se usca, ceea ce contribuie la dezvoltarea aromei și a texturii sale caracteristice.
- Grosimea bucăților de carne – Biltongul se prepară din bucăți mai groase de carne, deoarece uscarea lentă permite conservarea suculenței. De obicei, feliile de biltong au aproximativ 25 mm lățime, dar pot fi și mai groase. Jerky-ul, în schimb, este tăiat în fâșii foarte subțiri, pentru a permite o uscare rapidă și uniformă.
- Marinarea și condimentarea – Biltongul este marinat în oțet (de obicei, oțet de vin), ceea ce ajută la conservare și la frăgezirea cărnii. În plus, este asezonat cu sare grunjoasă, coriandru, piper și uneori cuișoare. Jerky-ul, pe de altă parte, este doar sărat înainte de deshidratare și, în mod tradițional, nu conține oțet.
- Afumarea – Jerky-ul este frecvent afumat, ceea ce îi oferă o aromă distinctivă. Biltongul, însă, rareori este afumat, deoarece își dezvoltă gustul în principal prin maturare și uscare naturală.[20]
- Conținutul de zahăr – Biltongul nu conține, în mod tradițional, zahăr adăugat, în timp ce jerky-ul include adesea îndulcitori (cum ar fi zahărul brun sau melasa) pentru a echilibra gustul sărat. Zahărul contribuie, de asemenea, la formarea unei cruste ușor lipicioase și caramelizate pe suprafața jerky-ului, oferindu-i o textură diferită.[21]
- Textura și gustul final – Datorită uscării lente și a grăsimii naturale din unele bucăți de carne, biltongul are o textură mai fragedă și mai suculentă, iar marinarea cu oțet îi conferă o aromă mai complexă, ușor acrișoară. Jerky-ul, fiind deshidratat rapid la temperaturi ridicate, tinde să fie mai ferm, fibros și mestecabil, având un gust mai uniform și o consistență mai apropiată de carnea complet uscată.
- Tipul de carne utilizat – Deși ambele produse sunt realizate în principal din carne de vită, biltongul este frecvent preparat și din vânat african (kudu, springbok, gnu) și carne de struț, datorită specificului sud-african. Pe de altă parte, jerky-ul este popular în variante pe bază de curcan, porc și chiar carne de pui.
- Metoda tradițională vs. industrială – Biltongul este, de obicei, preparat artizanal, folosind metode tradiționale de uscare în aer liber, pe când jerky-ul este adesea produs industrial, în cuptoare de deshidratare, ceea ce îi influențează textura și gustul.

Aceste diferențe fac ca biltongul și jerky-ul să fie produse distincte, fiecare având caracteristici unice care influențează atât gustul, cât și textura finală.

## Comercializare

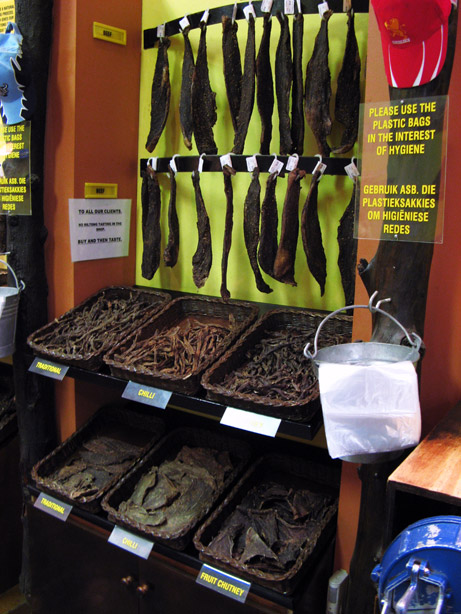
Un expunător într-un magazin care vinde biltong, Johannesburg

Biltongul este un produs comun în măcelăriile și magazinele alimentare din Africa de Sud, fiind vândut sub formă de fâșii late sau sub formă de stokkies (fâșii subțiri, asemănătoare unor bețișoare). Este ambalat în pungi de plastic, uneori vidat, și poate fi tăiat fin sau feliat sub formă de chipsuri de biltong.
De asemenea, există magazine specializate care vând biltong în variante precum "umed" (moale), "mediu" sau "uscat", în funcție de preferințele consumatorilor. Unii preferă o variantă cu mai multă grăsime, în timp ce alții caută un biltong cât mai slab.
Biltongul este de obicei consumat ca gustare (snack), dar poate fi și adăugat în tocănițe, folosit în aluaturi pentru brioșe sau pâine de casă. Există chiar chipsuri de cartofi cu aromă de biltong și creme de brânză aromatizate cu biltong. De asemenea, este adesea răzuit fin și servit pe pâine sau în sandwichuri.
Un aspect inedit este utilizarea biltongului ca ajutor pentru dentiția bebelușilor, datorită texturii sale rezistente, care ajută la calmarea gingiilor în perioada de erupție dentară.
Biltongul este un aliment bogat în proteine, având un conținut proteic care poate ajunge până la 67%. În general, sunt necesari 200 g de carne proaspătă pentru a obține 100 g de biltong, procesul de uscare păstrând cea mai mare parte a valorii nutritive.

## Popularitate globală

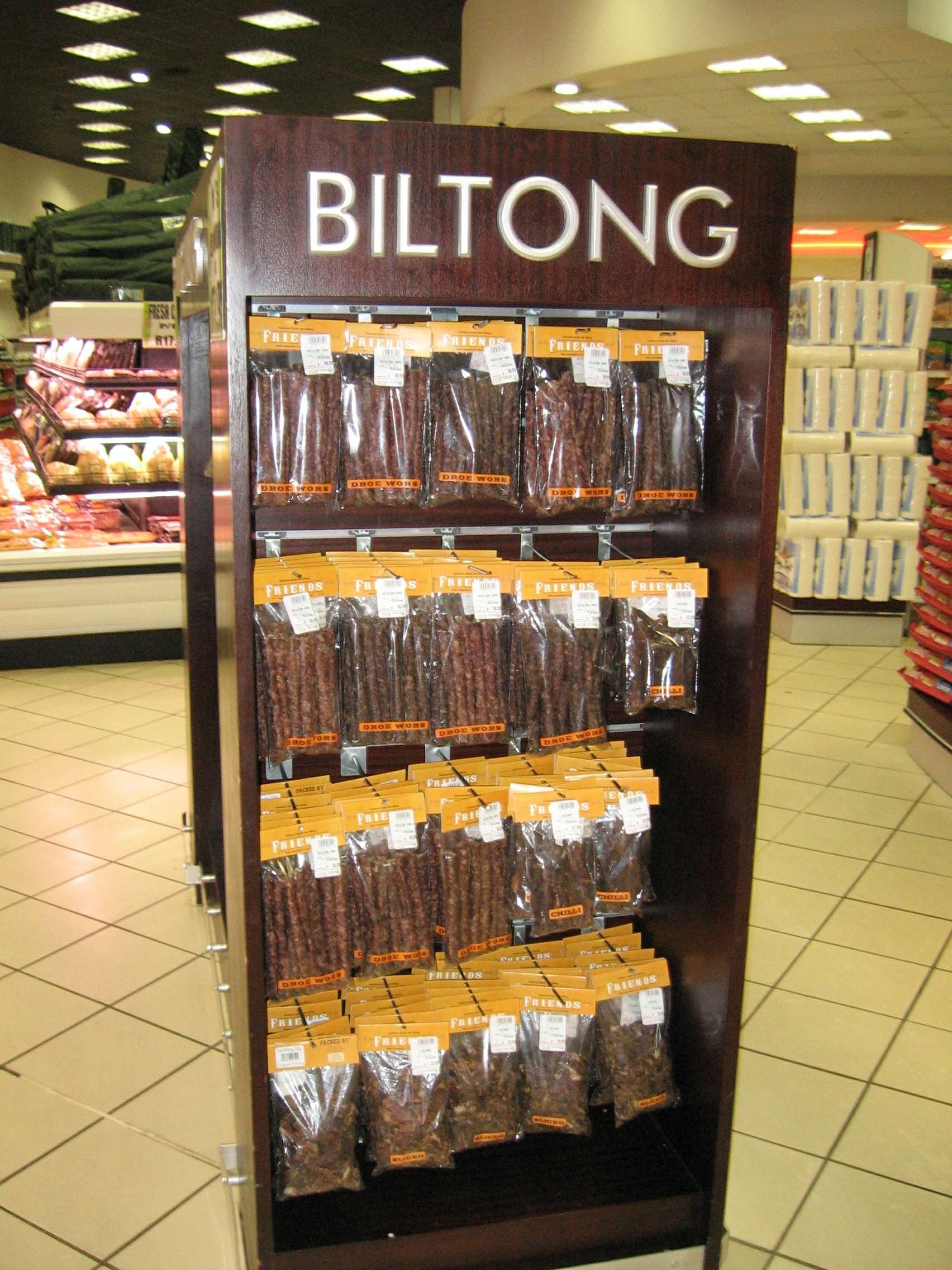
Expunător la punctul de vânzare, un supermarket Spar din Johannesburg

Biltongul a câștigat popularitate la nivel internațional, fiind apreciat în Canada, Regatul Unit, Australia, Noua Zeelandă, Irlanda, Statele Unite și India, unde comunitățile sud-africane l-au promovat ca un aliment național de referință. De asemenea, este produs în comunități de expatriați din Germania, Irlanda și Coreea de Sud.
În Regatul Unit, după ieșirea din Uniunea Europeană, importul de produse din carne, inclusiv biltong, este reglementat de norme stricte. Conform GOV.UK, există restricții privind aducerea de carne și produse din carne în Marea Britanie din anumite țări. În schimb, există producători locali care îl fabrică respectând normele britanice.
În Statele Unite, biltongul este mai puțin cunoscut în comparație cu beef jerky, dar a început să devină mai popular în ultimii ani, în special datorită imigranților sud-africani. Conform USDA APHIS, importul de produse din carne este supus unor reglementări stricte, iar călătorii trebuie să declare toate produsele agricole sau de origine animală la intrarea în țară.
În prezent, datorită tendințelor alimentare moderne, biltongul este apreciat ca gustare sănătoasă, fără aditivi artificiali, fiind preferat de persoanele care urmează diete proteice, keto și paleo. Multe persoane aleg să îl prepare artizanal acasă, experimentând cu diverse tipuri de carne și condimente.
În România, biltongul nu este foarte cunoscut, iar consumul său este limitat. Cu toate acestea, odată cu globalizarea și interesul crescut pentru bucătăriile internaționale, există o nișă de consumatori care apreciază biltongul ca o gustare proteică alternativă. Deși nu există date oficiale privind producția sau consumul de biltong în România, unele magazine specializate în produse internaționale sau magazine online pot oferi biltong importat. În plus, unii entuziaști ai gastronomiei pot încerca să prepare biltong acasă, folosind rețete și tehnici disponibile online, adaptându-le la ingredientele locale.